# RARDEN

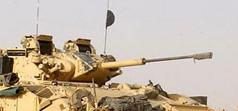
Закрита 30mm гармата RARDEN броньованій машині Warrior.

L21A1 RARDEN — це британська 30 мм автоматична гармата яка використовується на бойових машинах як основна зброя. Назва походить від Royal Armament, Research and Development Establishment and Enfield. Королівський Центр Дослідження та Розробки (RARDE) та Royal Small Arms Factory (Королівська Фабрика Стрілецької зброї) (RSAF), Енфілд, у той час входили зо складу Міністерства оборони.

## Дизайн
У гарматі застосовано систему довгої віддачі для зменшення сили віддачі яка передається техніці. Пусті гільзи викидаються вперед. Казенна частина була розроблена малої довжини для збільшення місця у турелі або зменшення розмірів башти. Інша особливість у тому, що порохові гази не проникають до башти.
Довжина гільзи складає 170 мм, набій створено на базі Hispano-Suiza 831-L. На відміну від більшості зброї зі стрічковим живленням, Rarden заряджається вручну обоймами на три снаряди . Через це швидкість стрільби у автоматичному режимі складає 6 пострілів. Гармата Rarden не потребує зовнішнього живлення і з неї можна вести вогонь навіть при вимкненому двигуні.

## Виробництво
RSAF Enfield почало виробляти гармату Rarden на початку 1970х. RSAF увійшло до складу Royal Ordnance Factories на початку 1980х, напередодні їх приватизації, став частиною Royal Ordnance. Royal Ordnance (RO) планувало закрити Enfield та деякі інші фабрики після їх приватизації. British Aerospace (BAe) придбали Royal Ordnance 2 квітня 1987 і закриття RSAF Enfield було анонсовано на 12 серпня 1987. Більшість розробок RO Enfield було переведено, до закриття RSAF до RO Nottingham.
Виробництво RARDEN проводила Британська Виробнича та Дослідницька компанія BMARC з 1985. Ця компанія була придбана BAe у 1992, ставши частиною RO Defence; яка тепер має назву BAE Systems Global Combat Systems Munitions.

## Використання
Гармата Rarden встановлювалася на багато броньованих машин британської армії:
- FV721 Fox бронеавтомобіль
- FV107 Scimitar гусенична розвідувальна машина (частина Combat Vehicle Reconnaissance (Tracked) або CVR(T))
- Sabre — FV101 Scorpion з турелями взятими з бронеавтомобілів Fox
- FV510 Warrior бойова машина піхоти та інші варіанти

Гармата Rarden також призначалася для встановлення на бронетранспортер  FV432, але після встановлення гармати Rarden у корпусі залишилося мало місця для розміщення десанту. 13 машин було озброєно баштами Fox, як експериментальні машини вогневої підтримки. Вони були на озброєнні Берлінської піхотної бригади.

## Заміна
У березні 2008 Міністерство Оборони анонсувало про обрання гармати 40mm  , яка стріляла безгільзовими телескопічними набоями розроблену англо-французькою фірмою CTA International, на заміну гармати Rarden на БМП Warrior, а також про встановлення цієї гармати на розвідувальні машини які замінять CVR(T) техніку.

## Специфікація
- Калібр: 30×170 мм
- Загальна довжина: 3,15 метра (10 фут 4 дюйм)
- Довжина ствола: 2,44 метра (8 фут 0 дюйм)
- Довжина казенної частини: 430 міліметрів (17 дюйм)
- Загальна вага: 110 кілограмів (240 фунт)
- Вага ствола: 24,5 кілограма (54 фунт)
- Боєприпаси: Бронебійно-запальні (APSE), фугасно-запальні (HEI), бронебійні підкаліберні (APDS)
- Дільна швидкість:
  - APSE, HEI: 1070 м/с
  - APDS: 1175 м/с
- Дальність: 4 000 метрів (4 400 ярд) (максимальна)
- 90 пострілів на хвилину